# Ľubochňa
Ľubochňa je obec na Slovensku v jižní části Žilinského kraje v okresu Ružomberok. Leží na severním okraji Velké Fatry při ústí Ľubochnianské doliny, na soutoku potoka/říčky Ľubochnianky a řeky Váhu, v nadmořské výšce 460 metrů v regioně Liptov. V roce 2017 zde žilo 1 057 obyvatel.

## Historie
První písemná zmínka o obci pochází z roku 1625. V devadesátých letech 19. století byly v obci založeny lázně, ve kterých pobývali mj. Otokar Březina a Jakub Deml. Ľubochňa je známá léčením endokrinologických onemocnění, sídlí zde Národný endokrinologický a diabetologický ústav. V letech 1903 až 1904 byla z Ľubochně na jih vybudována úzkorozchodná železnice pro přepravu těženého dřeva. Trať byla elektrifikovaná, první svého druhu ve střední Evropě. Energie byla získávána z malé vodní elektrárny na říčce Ľubochňanka se dvěma Francisovými turbínami. Provoz železnice byl ukončen roku 1966. V obci je římskokatolický kostel svatého Cyrila a Metoděje z počátku 19. století.

## Příroda
Část katastrálního území obce je součástí národní přírodní rezervace Skalná Alpa.

### Ľubochnianska dolina
Ľubochnianska dolina je částí katastrálního území Ľubochně, je to nejdelší dolina Velké Fatry, má délku 25 km.

## Galerie

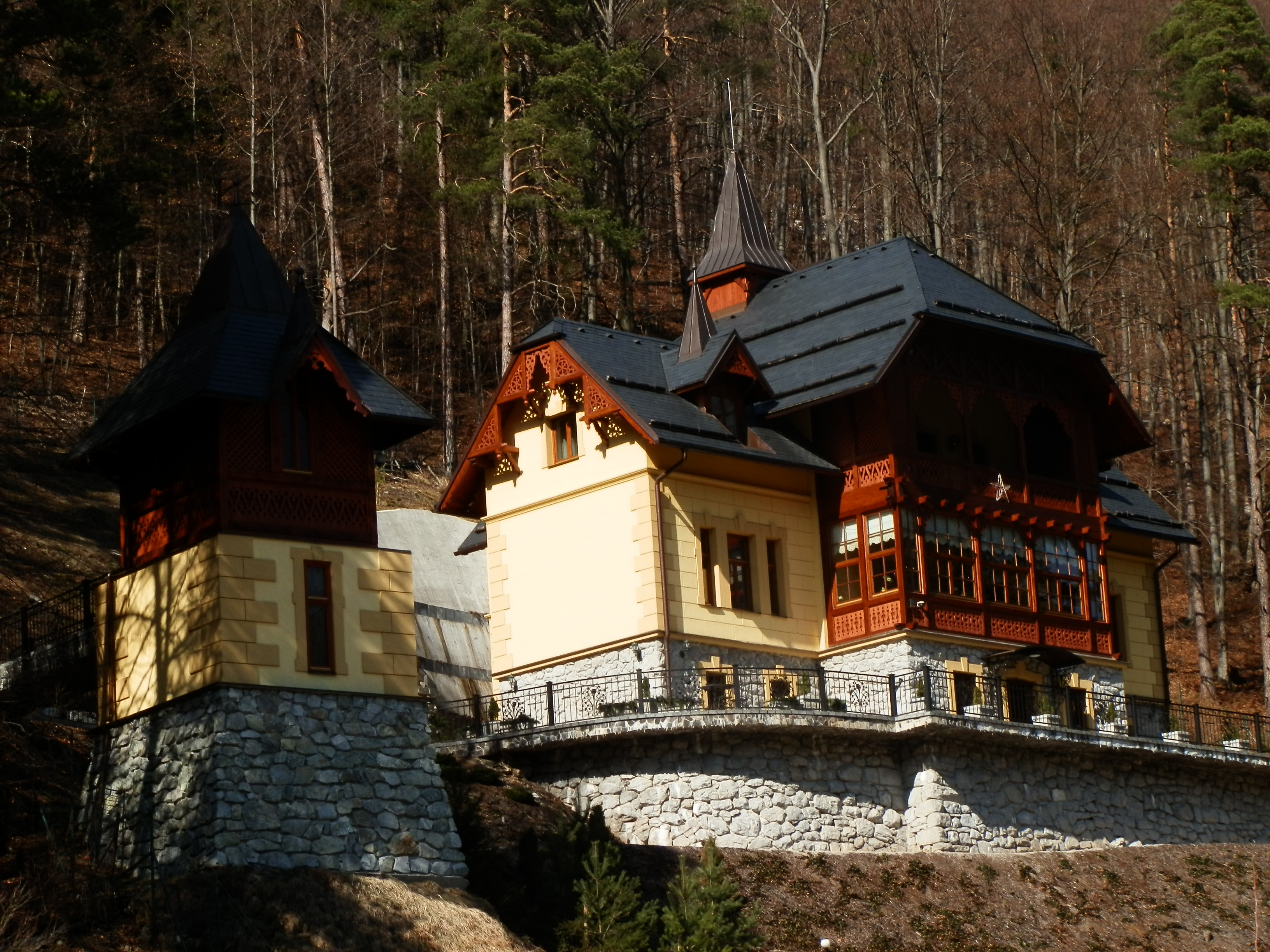
Lázeňská vila
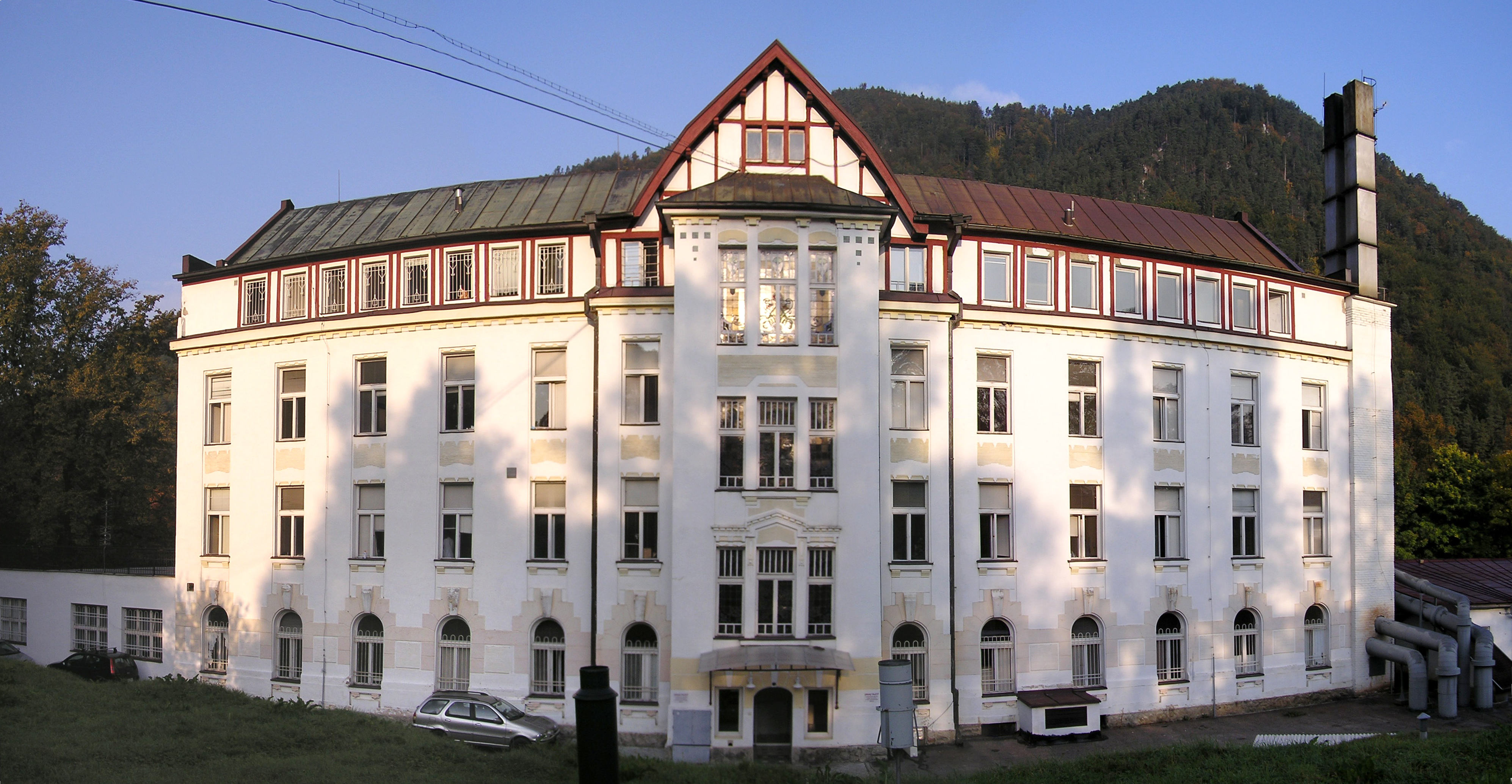
Lázeňský dům "Bratislava"
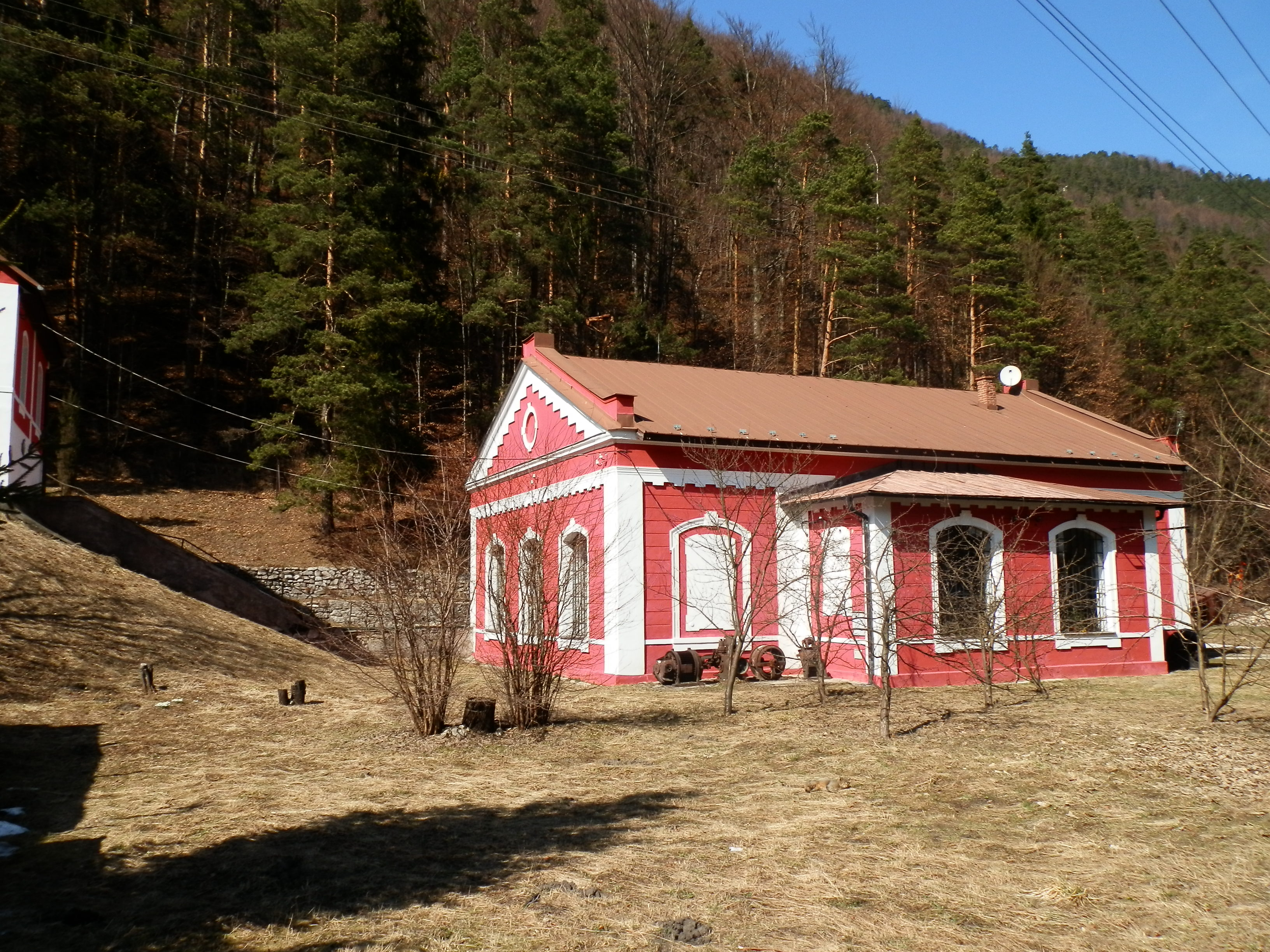
Malá vodní elektrárna
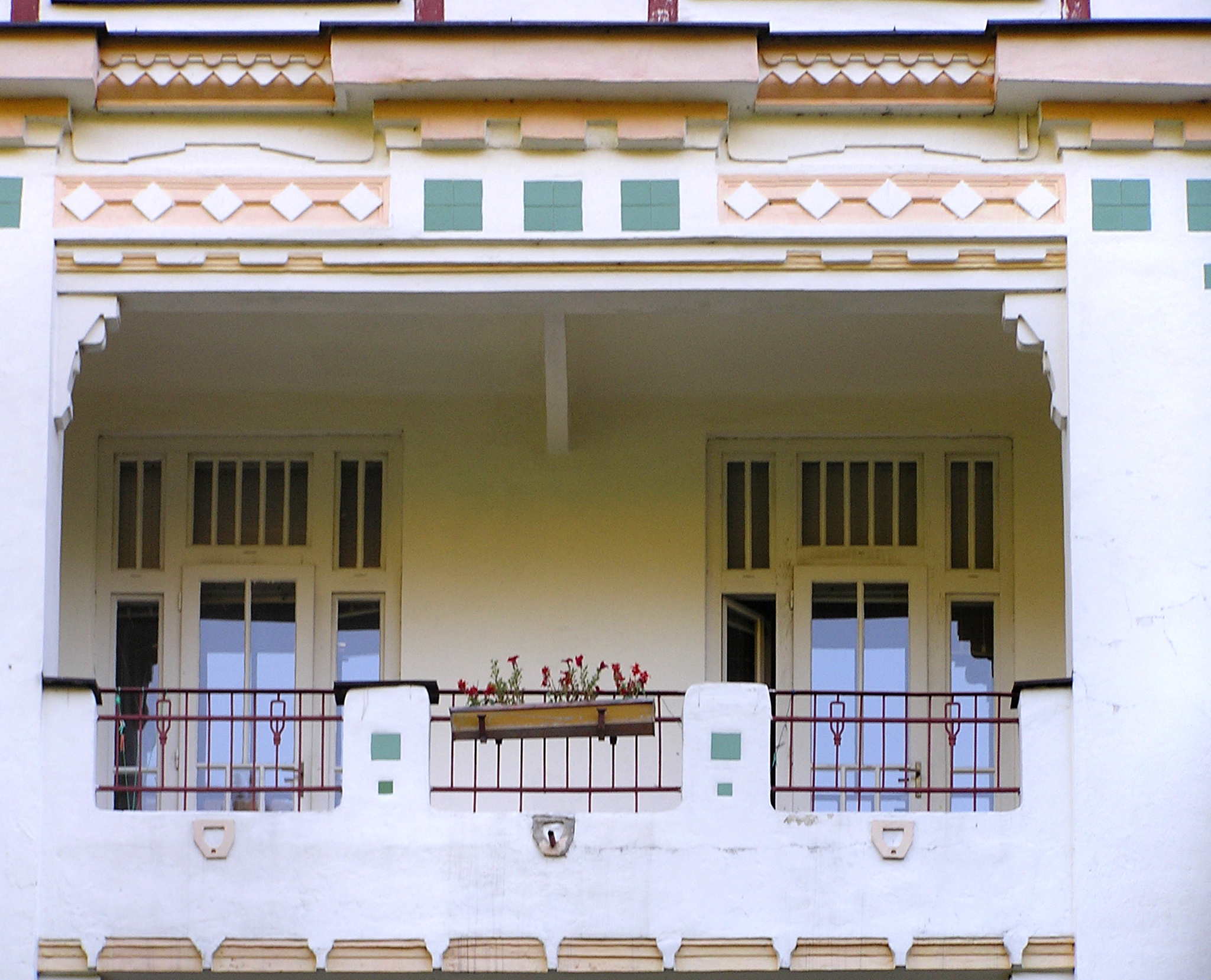
Balkón domu "Bratislava"